# Уругвай на літніх Олімпійських іграх 1936
Уругвай брав участь у Літніх Олімпійських іграх 1936 року у Берліні (Німеччина) учетверте за свою історію, але не завоював жодної медалі.